# Maharishi Vedic City (Iowa)
Maharishi Vedic City – miasto w Stanach Zjednoczonych, w stanie Iowa, w hrabstwie Jefferson. Zgodnie ze spisem statystycznym z 2006 roku, miasto liczyło 222 mieszkańców.